# Vallières (Haute-Savoie)
Pour les articles homonymes, voir Vallières.
Vallières est une ancienne commune française située dans le département de la Haute-Savoie, en région Auvergne-Rhône-Alpes.

## Géographie
La commune de Vallières fait partie du canton de Rumilly et du pays de l'Albanais. Elle est traversée par la départementale 910 reliant Rumilly à Seyssel et Frangy.

### Communes limitrophes
| Versonnex          | Saint-Eusèbe | Hauteville-sur-Fier Saint-Eusèbe |
| Val-de-Fier Lornay | Vallières    | Sales                            |
| Moye               | Rumilly      | Sales                            |

## Toponymie
La première mention dans la documentation est Valeres, en 1220.
Le toponyme dérive de l'ancien français valiere, désignant une « petite vallée, creux ».
La commune se dit, en francoprovençal, Valîre (graphie de Conflans) ou Valiére(s) (ORB).

## Histoire
L’origine du nom de la commune remonte à l’époque romaine, Vallières signifierait « métairie de la vallée ».
En 1629, la peste ravage la région.
Entre 1690 à 1696, le  duché de Savoie est occupé par les armées françaises de Louis XIV.
Entre 1743 à 1748, le  duché de Savoie est occupé par les armées espagnoles.
À la suite de la Révolution française, Les troupes révolutionnaires envahissent la Savoie en 1792 et la constitue 84e département français sous le nom de département du Mont-Blanc.
En 1815, le duché de Savoie, est réintégré dans les États de Savoie.
En 1860, la Savoie est rattachée à la France à la suite d'un référendum.
La commune fut ravagée, le 13 avril 1876, par un incendie qui détruisit plus d’une quarantaine de bâtiments.
Le 1er janvier 2019, la commune fusionne avec celle de Val-de-Fier pour donner naissance à Vallières-sur-Fier.

## Politique et administration
| Période                                  | Période          | Identité         | Étiquette | Qualité |
| ---------------------------------------- | ---------------- | ---------------- | --------- | ------- |
| mars 2008                                | 31 décembre 2018 | François Ravoire | DVD       |         |
| Les données manquantes sont à compléter. |                  |                  |           |         |

La commune est adhérente à la communauté de communes Rumilly Terre de Savoie.

## Démographie
L'évolution du nombre d'habitants est connue à travers les recensements de la population effectués dans la commune depuis 1793. Pour les communes de moins de 10 000 habitants, une enquête de recensement portant sur toute la population est réalisée tous les cinq ans, les populations de référence des années intermédiaires étant quant à elles estimées par interpolation ou extrapolation. Pour la commune, le premier recensement exhaustif entrant dans le cadre du nouveau dispositif a été réalisé en 2004.

En 2016, la commune comptait 1 807 habitants, en évolution de +24,97 % par rapport à 2010 (Haute-Savoie : +6,01 %, France hors Mayotte : +2,11 %).
| 1793 | 1800 | 1806 | 1822 | 1838 | 1848 | 1858 | 1861 | 1866 |
| ---- | ---- | ---- | ---- | ---- | ---- | ---- | ---- | ---- |
| 480  | 504  | 549  | 705  | 764  | 899  | 849  | 832  | 898  |

| 1872 | 1876 | 1881 | 1886 | 1891 | 1896 | 1901 | 1906 | 1911 |
| ---- | ---- | ---- | ---- | ---- | ---- | ---- | ---- | ---- |
| 937  | 902  | 873  | 831  | 847  | 801  | 721  | 700  | 672  |

| 1921 | 1926 | 1931 | 1936 | 1946 | 1954 | 1962 | 1968 | 1975 |
| ---- | ---- | ---- | ---- | ---- | ---- | ---- | ---- | ---- |
| 601  | 695  | 650  | 690  | 605  | 607  | 568  | 673  | 758  |

| 1982 | 1990  | 1999  | 2004  | 2006  | 2009  | 2014  | 2016  | - |
| ---- | ----- | ----- | ----- | ----- | ----- | ----- | ----- | - |
| 921  | 1 046 | 1 277 | 1 359 | 1 338 | 1 393 | 1 654 | 1 807 | - |

## Manifestations culturelles et festivités
- Brocante tous les ans le 8 mai.
- Feux de la Saint-Jean tous les ans le samedi de la semaine du 18 juin.
- Marché hebdomadaire

## Économie
Commune consacrée à l'agriculture et à l’élevage.

## Culture et patrimoine

### Lieux et monuments
- L'Église Saint-François-de-Sales.
- Le château de Chitry (XVe siècle)

Le château est une maison forte dont le corps principal possède un style du XVe siècle (édification ou restauration ?), ayant très probablement appartenu à la famille de Chitry. Il passe ensuite à la famille de Montfalcon, avant 1480, puis successivement par mariage aux Mouxy (vers 1610), puis aux Chabod, puis aux comtes de Grenaud de Saint-Christophe. Il accueille désormais un gîte d'hôtes.
- Le château de Morgenex (XIIIe siècle)

Le château a appartenu à la famille de Mionnaz, devenu gîte d'hôtes. 
- Le pont Coppet

Il s'agit d'un pont de pierre enjambant le Fier, entre les communes de Sales et de Vallières. Construit en 1626 sur l'ancienne route de Chambéry à Genève, c'est l'un des plus anciens du département. Il était jusqu'en 1863 le seul passage sur l'axe Genève-Chambéry. Le terme « coppet » fait référence à la proximité de moulins, le coppet étant l'auget d'une roue de moulin. C'est un pont d'une seule arche en plein cintre de 22 mètres de portée et de 17 mètres de haut construit à l'initiative du duc Charles-Emmanuel Ier de Savoie. En 1973, il fut définitivement interdit à la circulation pour raisons de sécurité à cause de son manque de travaux d'entretien. En 1999, une très importante restauration a été entamée et le pont fut rouvert à la circulation piétonnière, cycliste et cavalière, lors d'une grande fête en septembre 2000.

### Héraldique
| Blason de Vallières | Blason  | D'azur à la tour et son avant-mur senestre d'or maçonné de sable. |
| Blason de Vallières | Détails | Le statut officiel du blason reste à déterminer.                  |